# Marcos Matias (Delém)
José Marcos Matias dos Santos, mais conhecido como Delém (Curvelo, 25 de abril de 1944 — 8 de abril de 2013), foi um radialista, jornalista e escritor brasileiro. Também era poeta, carnavalesco e sambista.

## Biografia
Ficou conhecido por sua carreira de jogador de futebol e dirigente esportivo, mas principalmente pelo seu trabalho como comunicador nos jornais e emissoras de rádio de Curvelo. Foi locutor esportivo e locutor de cabine.

### Carreira
Trabalhou durante décadas como radialista na Rádio Clube de Curvelo, apresentando um programa de grande sucesso nas manhãs. Foi colunista do jornal Curvelo Notícias - CN, durante 25 anos, além de ter trabalhado nos jornais Folha de Curvelo, Centro de Minas, O Momento Regional e Voz do Sertão.

### Carnaval
Compôs diversos sambas-enredos do carnaval curvelano, antes de participar do carnaval carioca. Foi Rei Momo do carnaval de rua de Curvelo em 1982 e 1988. Torcia pela escola de samba Estação Primeira de Mangueira e pelo Flamengo, e pertencia a Academia Literária Padre Celso de Carvalho e da União Brasileira de Trovadores - UBT. 

### Política
Foi chefe de gabinete no governo do prefeito Olavo de Matos e chefe do Departamento de Esportes na administração de Maurílio Guimarães entre 2001 e 2008.

## Obras

### Livros
- Debaixo dos Panos
- Pedacinhos Coloridos de Saudade (1996)
- No Meio da Área - História do Futebol de Curvelo (1997)
- De Cachoeira a Inimutaba (2000)
- Cavaleiros da Luz
- Tiro de Guerra, Força e Garra (2003) - com Conceição Drummond